# Château de la Forêt Neuve
Pour l’article homonyme, voir Château de la Forêt.
Le château de la Forêt Neuve est un édifice situé à La Gacilly, en France.

## Localisation
Le château est situé sur le territoire de la commune déléguée de Glénac, au lieu-dit la Forêt Neuve, dans le département du Morbihan en région Bretagne.

## Description
Édifice de plan en L comprenant un rez-de-chaussée sur caves, un étage carré et un étage de comble, élévation à travées. Le gros œuvre est en moellons de schiste rouge sans chaîne en pierre de taille ; les encadrements de baies, les meneaux et la corniche sont en pierre de taille de calcaire, les lucarnes surmontées de gâble et de pinacles, ainsi que la balustrade couronnant les trois travées centrales de la façade principale sont en pierre de taille de granite. Toiture à longs pans recouverte d'ardoises, pignon découvert, croupe. À l'intérieur, la distribution est celle du XIXe siècle, mais hérite de l'édifice du XVe siècle (grande salle avec armoire murale et crédence, cheminée monumentale, portes cintrées, escalier en schiste). Le décor de boiseries date essentiellement du XIXe siècle, avec quelques réemplois (vantaux de porte, linteau de la cheminée daté 1584). Chapelle du XVe siècle conservant sa charpente à liens courbes dans l'abside et quelques sablières sculptées.

## Historique
Le château apparaît dans les textes de réformation (recensement de la noblesse). En 1427 : « Le manoir et hébergement de la Forestneufve appartenant au sire Rieux ouquel il y a métairie entienne et exempte ». En 1448, « le hébergement de la Forest Neufve appartenant au sire de Rieux, et y sont météers Denis Orain et Jehan Guiot ». En 1514, « la Forestneufve au sieur de Rieux. » En 1666 : « Le château Neuve et la forêt en dépendant avec le fieff ». Le château de la Forêt Neuve est implanté sur une colline dominant les marais de Glénac. Édifié à la fin du XVe siècle par le maréchal de Rieux comme château de chasse, il reçut la visite de la famille royale au XVIe siècle (le roi Charles IX, Catherine de Médicis...). Incendié à la Révolution, l'édifice est ruiné en 1790 ; il est racheté en 1819 par MM. Bellamy et Dumoustier, puis en 1825 par le comte Auguste de Foucher de Careil. Celui-ci le reconstruit en 1826 en remployant des éléments de l'édifice détruit. Cette famille reste propriétaire jusqu'en 1947. La propriété est aujourd'hui celle de M. Yves Rocher, industriel à La Gacilly. Le jardin d'agrément, refait à l'instigation de M. Cambornac, a été partiellement transformé en golf, les écuries en salle de conférence. Problème sur la datation de la chapelle : Floquet mentionne la construction de la chapelle au XVe siècle, le dossier d'inventaire mentionne une chapelle du XVIIIe siècle.
Il est inscrit à l'inventaire général du patrimoine culturel.